# Маяк острова Кидстон
Маяк острова Кидстон (англ. Kidston Island Lighthouse) — маяк, расположенный на небольшом необитаемом острове Кидстон в озере-лагуне Бра-д’Ор на входе в гавань деревни Бэддек, графство Виктория, провинция Новая Шотландия, Канада. Построен в 1875 году. Автоматизирован в 1960 году. 

## История
Небольшой остров Кидстон представлял опасность для навигации до деревни Бэддек, и в 1875 году на нём был построен маяк, представляющий собой небольшую квадратную белую деревянную башню высотой 9 метров.  Жилища смотрителя рядом построено не было, предполагалось, что он будет жить в деревне и добираться до маяка на лодке. Для освещения использовался аппарат из трёх ламп. Стоимость строительства составила $1474,63. Маяк был введён в эксплуатацию 8 ноября 1875 года. В 1885 году на острове было построен резервуар для горючего. В 1909 году аппарат из трёх ламп был заменён линзой Френеля четвёртого поколения. Высота маяка была недостаточной, и в 1911 году была построена новая квадратная белая деревянная башня с наклонными стенами высотой 14,5 метров. В 1885 году деревню Бэддек посетил Александр Грэм Белл, и ему так понравилось там, что в 1892 году он построил там летний дом для своей семьи. Через 50 лет после постройки башня маяка обветшала, и в 1959 вместо неё была построена новая, архитектурно копирующая старую. В 1960 году маяк был автоматизирован.